# Roccagloriosa
Roccagloriosa község (comune) Olaszország Campania régiójában, Salerno megyében.

## Fekvése
A megye déli részén fekszik. Határai: Alfano, Camerota, Celle di Bulgheria, Laurito, Rofrano, San Giovanni a Piro és Torre Orsaia.

## Története
Első említése a 12. századból származik. Valószínűleg egy ókori, a lucanusok által alapított város helyén épült ki. A következő századokban nemesi birtok volt. A 19. században nyerte el önállóságát, amikor a Nápolyi Királyságban felszámolták a feudalizmust.

## Népessége
A népesség számának alakulása:

## Főbb látnivalói
- Palazzo Balbi
- Palazzo Cavalieri
- Palazzo de Caro
- Madonna del Rosario-templom
- San Nicola-templom
- Madonna Gloriosa-templom
- San Giovanni Battista-templom
- Santa Maria dei Martiri-templom